# Concordato de Worms

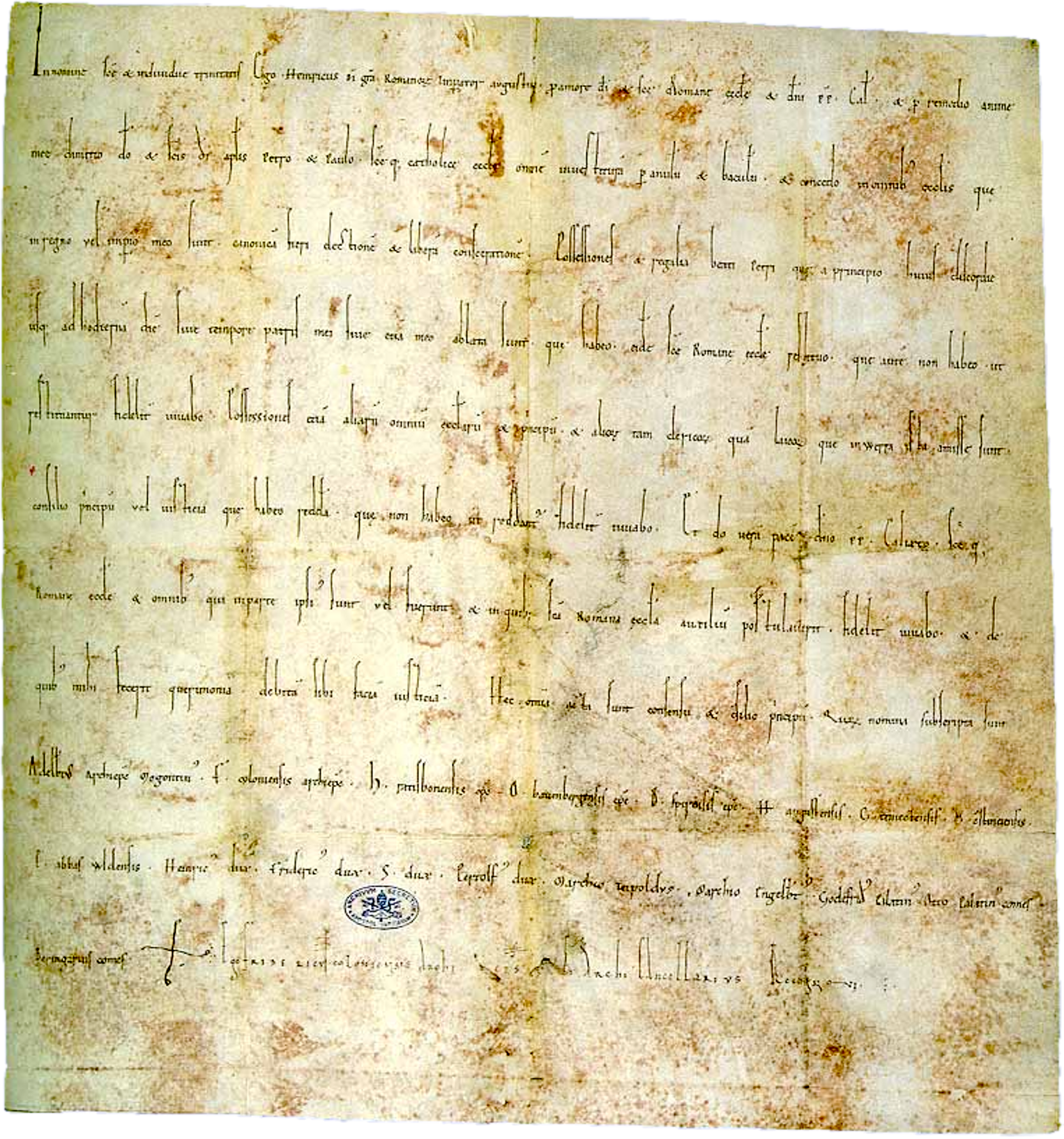
El Concordato de Worms, escrito en minúscula papal sobre vitela, contrato entre el emperador alemán Enrique V y el papa Calixto II.

El Concordato de Worms fue un acuerdo político entre el emperador alemán Enrique V y el papa Calixto II, firmado en 1122, que supuso el final de la querella de las investiduras.
Las diferencias entre el papa y el emperador Enrique V fueron limándose hasta que, por mediación del obispo Lamberto de Ostia, el papa y el monarca alemán llegaron a un acuerdo siguiendo el modelo aplicado para Inglaterra en el concordato de 1107: fue el llamado Concordato de Worms del 23 de septiembre de 1122, que fue ratificado un año después por el I Concilio de Letrán. 
Por este acuerdo, el emperador renunciaba a las investiduras por el báculo y el anillo y aceptaba la libre elección de los obispos por el cabildo de la catedral. De este modo, correspondía al poder eclesiástico la investidura clerical mediante la entrega del anillo y el báculo y la consagración con las órdenes religiosas, mientras que al estamento civil se le reservaba la investidura feudal con otorgamiento de los derechos temporales de regalía y demás atributos seculares. Los así investidos se debían al papa en lo religioso y al soberano laico en lo civil. 
No obstante, en el seno del Imperio se produjeron diferencias. En Alemania, al emperador se le reconocía además la potestad de asistir a la elección de los cargos eclesiásticos y de utilizar su voto de calidad cuando no hubiese acuerdo entre los electores. Como las presiones que se ejercían sobre los cabildos de las catedrales y abadías eran muy fuertes respecto a la elección de un determinado candidato, lo que dificultaba la obtención del cuórum necesario, al final acabó siendo con harta frecuencia el emperador quien imponía su arbitraje. Una vez elegido el candidato, se producía la investidura feudal antes de la consagración. En Italia y Borgoña, las elecciones episcopales eran completamente libres y al sexto mes de la consagración el obispo debía ir a recibir la investidura feudal del emperador. 
El emperador se comprometió también a restituir a la Iglesia de Roma los bienes que le habían sido arrebatados en tiempos de la querella y a ayudar al papa cuando fuera requerido para ello.
El Concordato de Worms permitió al papado asumir el liderazgo de la reforma en Europa, marcado en los concilios de Letrán I (1123), Letrán II (1139) y Letrán III (1179) y en la compilación de normas canónicas en el Decretum Gratiani.